# Koszta László
Koszta László (Szombathely, 1962. szeptember 30. – Szeged, 2015. július 18.) magyar történészprofesszor, akadémiai doktor, egyetemi oktató.

## Élete
Ifjúkorát Pécsett töltötte. 1981-1986 között egyetemi tanulmányait a JATE történelem-földrajz-latin szakjain végezte. 1991-től egyetemi doktor, 1996-ban PhD fokozatot szerzett, 2008-ban habilitált, 2013-tól a MTA doktora. 
1985-től a JATE Középkori Magyar Történeti Tanszék oktatója, 1998-tól docense, 2003-tól a Szegedi Tudományegyetem BTK Középkori és Koraújkori Magyar Történeti Tanszékének vezetője, 2013-tól egyetemi tanár. 
1985-ben az AETAS történettudományi folyóirat alapítója. Az MTA Történettudományi Bizottságának tagja. Kutatási területe elsősorban az Árpád- és Anjou-kori magyar történelem, ezen belül főleg egyháztörténelemmel foglalkozott.
A Szegedi Alsóvárosi Temetőben nyugszik.

## Művei
- 1998 Írásbeliség a pécsi egyházmegyében 1353-ig: A hiteleshelyek. In: Hermann Egyed Emlékkönyv. Szerk. Sümegi J., Zombori I. Budapest, 167–184.
- 1990 Hiteleshelyek a pécsi egyházmegyében 1353-ig. Baranya 1990/1–2, 55–70.
- 1998 A pozsegai káptalan hiteleshelyi tevékenysége 1353-ig. A közhitelű oklevéladás kezdete. Századok 132, 3–46.
- 1998 A pécsi székeskáptalan hiteleshelyi tevékenysége (1214–1353). Tanulmányok Pécs történetéből 4. Pécs
- 2001 Szent Márton tiszteletének magyarországi kezdete. Tiszatáj
- Írásbeliség és egyházszervezet. Fejezetek a középkori magyar egyház történetéből; JATE Press, Szeged, 2007 (Capitulum)
- 2012 A zobori bencés apátság kezdetei – Morva kontinuitás vagy passaui térítés. In: Kocsis Mihály – Majoros Henrietta (szerk.): Legendák, kódexek, források – Tanulmányok a 80 esztendős H. Tóth Imre tiszteletére. Szeged, 147-175.
- 2012 Fejezetek a korai magyar egyházszervezet történetéből. Doktori disszertáció, Szeged, 332-360.
- A kalocsai érseki tartomány kialakulása; Pécsi Történettudományért Kulturális Egyesület, Pécs, 2013 (Thesaurus historiae ecclesiasticae in Universitate Quinqueecclesiensi)